# 적하기

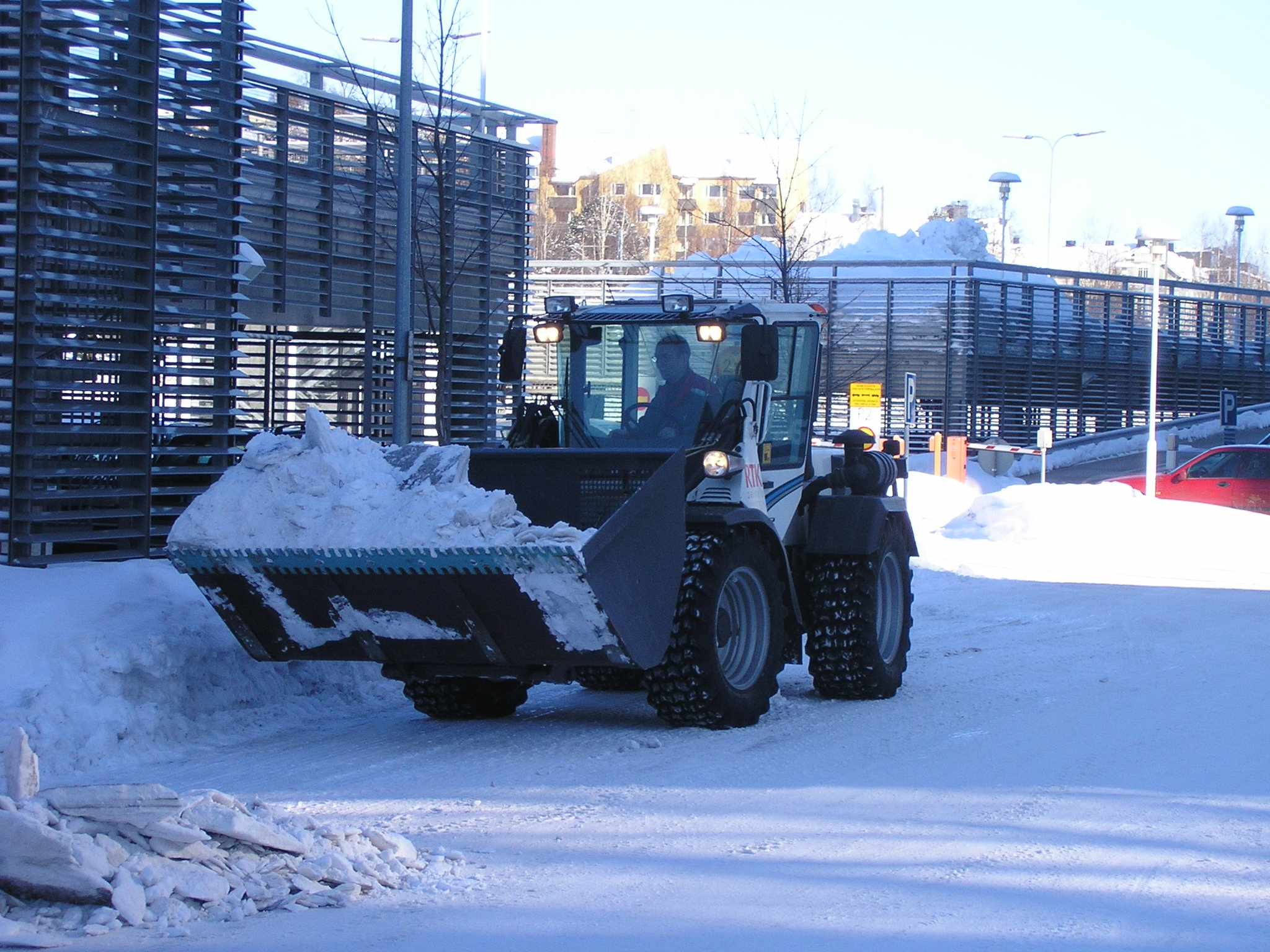
제설 중인 적하기

적하기(積荷機) 또는 트랙터 셔블(tractor shovel)은 건설장비의 하나로, 이것을 로더(loader)라고 하기도 한다. 불도저의 배토판 대신 버킷을 부착시켜서 유압장치로 이것을 조작하여서 자주(自走)하면서 굴착을 하고, 굴착한 토사 등을 다른 운반기계에 적재한다. 팔의 길이가 짧아서 굴착의 깊이는 그다지 크지 못하다. 버킷의 용량은 보통 0.4 ~ 2m3로서, 큰 용기의 경우는 한번에 10t정도 되는 토사를 들어올릴 수 있다. 트랙터셔블을 차륜식으로 한 것도 있다. 이것은 고속주행이 가능하고 공사 현장에서의 소회전(小回轉)이 잘 된다. 안전성이 약간 떨어지므로 큰 작업에는 적당치 않다.

## 주요 제조사
- 히타치 건설기계
- 고마쓰 제작소
- 가와사키 중공업
- HD현대건설기계
- 디벨론
- 캐터필러
- 볼보건설기계

## 같이 보기
- 불도저
- 기중기
- 굴착기
- 모터그레이더
- 트랙터